# Allez les Bleus !

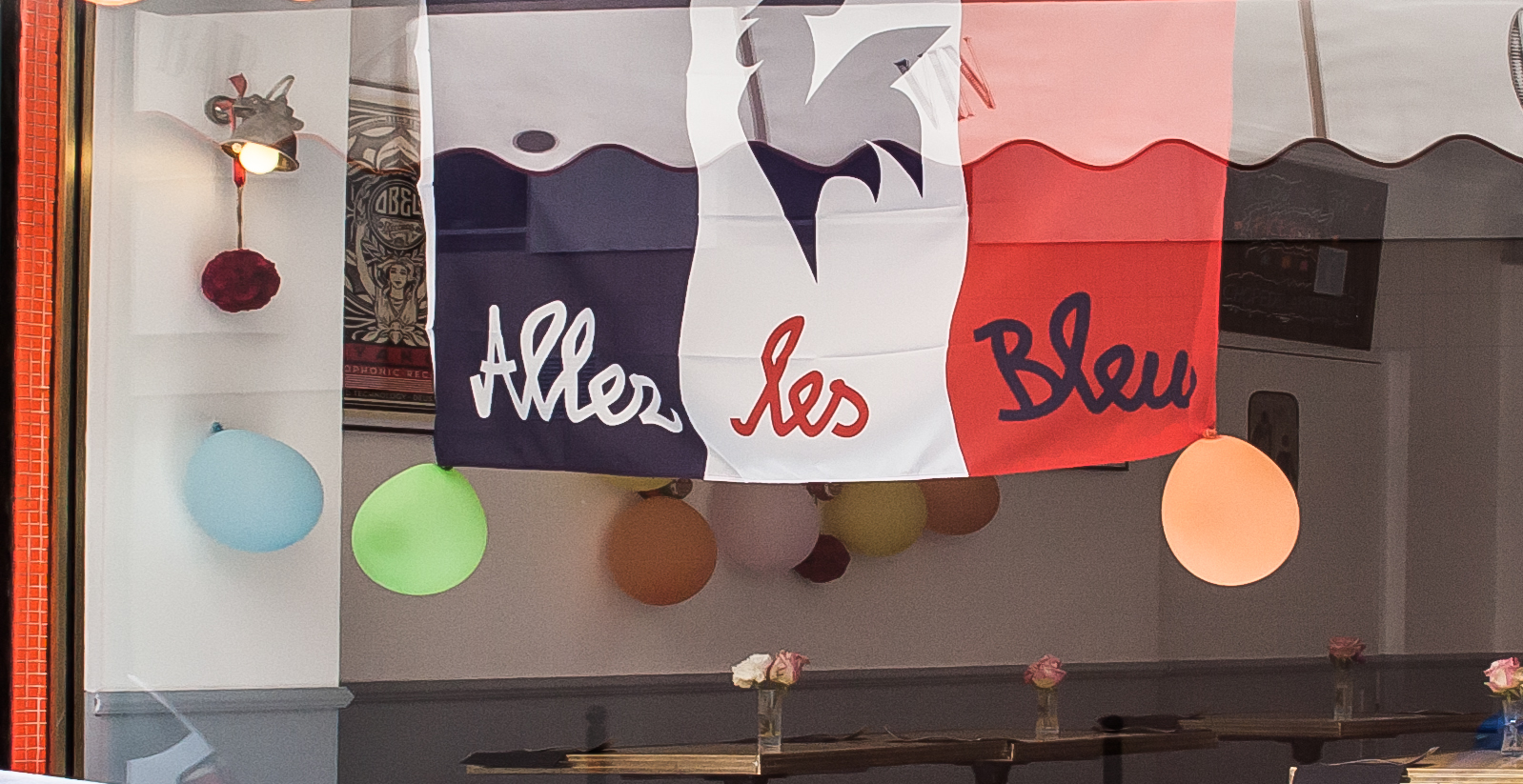
Drapeau avec le slogan « Allez les Bleus » derrière une vitrine à Paris.

Allez les Bleus ! est le slogan scandé par les supporters des équipes nationales françaises lors de rencontres sportives, relatif au maillot bleu usuel porté par elles en match à domicile. Il est utilisé dans tous les sports collectifs, et également pour les équipes de France toutes disciplines confondues qui disputent les Jeux olympiques. 

## Autres
- Allez les Bleus apparait aussi dans beaucoup de chansons en France, relatives à l'Équipe de France de football :
  - Johnny Hallyday en 2002, dans les paroles de la chanson Tous ensemble de l'album Tous ensemble.
  - Le groupe Les Fous du Foot en 1998, avec l'album Allez Les Bleus ! Allez La France !
  - Le groupe Monty Et Les Supporters en 1998, avec l'album Allez la France... Allez les bleus !
  - Le groupe Mixtronic avec la chanson Allez les bleus ! en 2014
  - Makassy avec la chanson Allez les bleus ! en 2012
  - Vegedream avec la chanson Ramenez la coupe à la maison en 2018